# Quý cô Margarita Armstrong-Jones
Quý cô Margarita Elizabeth Rose Alleyne Armstrong-Jones (sinh ngày 14 tháng 5 năm 2002) là một socialite người Anh và nhà thiết kế trang sức, và là họ hàng của gia đình Vương thất Anh. Cô là cháu gái của Vương nữ Margaret, em gái của Elizabeth II. Cho tới năm 2023, cô đứng thứ 26 trong danh sách kế vị ngai vàng.

## Đầu đời và gia đình
Quý cô Margarita tên khai sinh là Margarita Armstrong-Jones Danh dự chào đời vào ngày 14 tháng 5 năm 2002 tại Bệnh viện Portland ở Luân Đôn. Cô là con gái của David Armstrong-Jones, Bá tước thứ 2 xứ Snowdon, khi đó là Tử tước Linley và Serena Stanhope. Thông qua cha mình, cô là cháu gái của Margaret của Liên hiệp Anh và Antony Armstrong-Jones, Bá tước thứ nhất xứ Snowdon và chắt George VI. Thông qua mẹ mình, cô là cháu gái của Charles Stanhope, Bá tước thứ 12 xứ Harrington và một hậu duệ của Charles II. Cô được đặt tên theo bà nội và bà cố nội của mình, Elizabeth Bowes-Lyon.
Gia đình cô có ba căn nhà: một căn hộ ở Chelsea, Luân Đôn, một căn nhà tranh ở Daylesford, Gloucestershire, và Château d'Autet ở Pháp. Là họ hàng gần của gia đình Vương thất Anh, cô dành thời gian nghỉ lễ Giáng sinh ở Nhà Sandringham và nghỉ hè tại Lâu đài Balmoral trong suốt thời thơ ấu của mình.
Cha cô kế thừa tước vị Bá tước xứ Snowdon vào năm 2017, vì vậy nên cô có tước vị Quý cô. Cha mẹ của Quý cô Margarita ly hôn vào năm 2020.

## Học vấn
Quý cô Margarita ban đầu theo học ở Trường Garden House, một ngôi trường tư thục ở Khu hoàng gia Kensington và Chelsea trước khi theo học tại Trường Ascot Thánh Mary, một trường nội trú nữ sinh Công giáo. Sau này cô chuyển đến Trường Tudor Hall, một trường nội trú nữ sinh ở Oxfordshire, nơi cô học lịch sử nghệ thuật, thiết kế trang sức và nhiếp ảnh cho chương trình A-Level.
Cô học nhiếp ảnh ở Đại học Oxford Brookes, sau này chuyển sang ngành quản lý sự kiện vì phải học online do đại dịch COVID-19 trong năm đầu. Quý cô Margarita đăng ký theo học vẽ người, làm gốm, và vẽ tranh màu nước tại một trường nghệ thuật nhỏ gần Đại học Oxford.
Vào tháng 9 năm 2022, Quý cô Margarita đang ký theo học tại La Haute École de Joaillerie, một trường trung chuyển cho nhãn hiệu BVLGARI và Boucheron, để học thiết kế trang sức.

## Những lần xuất hiện trước công chúng

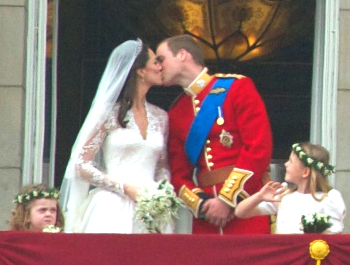
Quý cô Margarita (trong cùng bên phải) trên ban công Cung điện Buckingham sau lễ cưới của Vương tôn William và Catherine Middleton.

Vào năm 2011, Quý cô Margarita làm phù dâu tại Lễ cưới của Vương tôn William và Catherine Middleton cùng với Quý cô Louise Windsor, Eliza Lopes, và Grace van Custem. Anh trai cô, Tử tước Lindley, làm page of honour cho Elizabeth II. Trong lễ cưới, cô được dẫn đường bởi Pippa Middleton, người đồng hành cùng với cô từ lúc đi xe ngựa cho tới khi đến tu viện và ngồi cạnh cô trong nhà thờ.
Cô tham dự buổi lễ Giáng sinh tại Nhà thờ Thánh Mary Magdalene, Sandringham cùng với gia đình vương thất và tham dự vào Bữa trưa Giáng sinh của Nữ vương diễn ra hàng năm tại Cung điện Buckingham.
Vào năm 2008, cô tham dự lễ cưới của Peter Phillips, con trai của Vương nữ Vương thất, và Autumn Kelly tại Nhà nguyện Thánh George, Windsor. Cùng năm đó, cô đồng hành cùng với cô mình, Quý cô Sarah Chatto, tới bữa tiệc sinh nhật (một bữa ăn nửa buổi) lần thứ 60 của Charles, Thân vương xứ Wales tại Khách sạn Goring. Quý cô Margarita cũng đến dự sự kiện Trooping of the Colour diễn ra hàng năm.
Vào ngày 30 tháng 3 năm 2012, cô tham dự Lễ tạ ơn Vương mẫu hậu và Vương nữ Margaret tại nhà nguyện Thánh George.
Vào năm 2018, Quý cô Margarita tham dự Lễ cưới của Vương tôn Harry và Meghan Markle và Lễ cưới của Vương tôn nữ Eugenie và Jack Brooksbank.
Cùng với những thành viên mở rộng khác của Vương thất, cô tham dự lễ tang của Philip, Vương tế Anh vào năm 2021 và tang lễ của Elizabeth II vào năm 2022.

## Sự nghiệp
Vào năm 2022, cô làm việc tại Fiona Finds, một cửa hàng thiế kế nội thất tại Đường Lowndes trong năm tháng. Vào năm 2023, cô lên trang bìa tạp chí Tatler tháng 3, chụp bởi Luc Braquet.
Cô là nhà sáng lập và thiết kế của Matita, một hãng trang sức bespoke tại Paris. Cô cũng là nhiếp ảnh gia và điều hành một hãng chụp ảnh có tên là Atira.

## Đời sống cá nhân
Vào tháng 9 năm 2022, Quý cô Margarita chuyển tới Paris, thuê một căn hộ gần Bastille. Cô tham gia khá nhiều sự kiện, trong đó bao gồm bữa tiệc Little Black Book diễn ra hàng năm của Tatler.
Cho tới năm 2023, cô đứng thứ 26 trong danh sách kế vị ngai vàng, và là người thứ 3 trong danh sách, sau cha và anh trai không phải là hậu duệ của Elizabeth II.

## Tước vị
- Từ 2002 - 2017: Margarita Armstrong-Jones Danh dự
- Từ 2017 - nay: Quý cô Margarita Armstrong-Jones